# دوري كرة القدم السلوفيني الدرجة الثالثة 1995–96
دوري كرة القدم السلوفيني الدرجة الثالثة 1995–96 هو موسم من دوري كرة القدم السلوفيني الدرجة الثالثة ‏. فاز فيه NK Dravograd ‏.